# Listă de scriitori israelieni și ebraici

### Autori biblici
- David
- Solomon
- Ieremia

### Evul Mediu timpuriu
- Elazar Ha-Kalir

### Epoca de aur în Spania
- Yehuda Alharizi (1190-1240
- Yehuda Halevi (1075-1141)
- Shmuel Hanaghid (992-1055)
- Avraham ibn Ezra (1088-1167)
- Moshe ibn Ezra (1070-1139)
- Shlomo Ibn Gevirol (1021-1058
- Yehuda ben Shmuel Ibn Abbas

### Germania și Franța medievală
- Meir Ben Baruh din Rothenburg (1215-1293)

### Cabaliștii din Palestina otomană
- Elazar Azikri (1533-c.1600)
- Israel ben Moshe Najjara (c.1555-c.1625)
- Shlomo Alkabetz

### Renașterea italiană
- Imanuel Ha-Romi (1270-1330)
- Yehuda Arye Mi-Modena (Leone da Modena)(1571-1648)
- Moshe Haim Luzzatto (1707 - 1746)

### Africa de NordsiYemen
Shalom Shabazi (1619-1720

### Iluminismul evreiesc (Haskala)
- Itzhak Erter (1792-1851) (Galiția - Ucraina-Polonia)
- Yehuda Leib Gordon (1831-1892) (Lituania-Rusia)
- Shmuel David Luzzatto
- Abraham Mapu
- Naftali Herz Imber

### Literatura ebraică modernă în Diaspora și Palestina
- Haim Nahman Bialik (1873-1934)
- Shaul Tshernichovski (1875 - 1943)
- Dvora Baron
- David Fishman
- Ghershom Shofman
- Itzhak Katzenelson (1886-1944)(Belarus-Polonia)
- Haim Hazaz
- Yosef Shmuel Agnon (1888-1970)
- Yehuda Burla
- Yosef Haim Brenner
- Avraham Shlonski
- Lea Goldberg
- David Vogel
- Rahel(poeta) (Rahel Bluwstein Sela) (1890-1931)
- Avigdor Hameiri(1886-1970
- Uri Tzvi Grinberg
- Alexander Penn (1906-1972)
- Yaakov Fichman

### Literatura ebraică israeliană după Independență
- Nathan Alterman (1910-1970)
- S. Izhar
- Zalman Shazar
- Moshe Shamir
- Abba Kovner (1918-1987)
- Ephraim Kishon
- Haim Guri
- Zelda
- Yehuda Amihay (1924-2000)
- David Avidan (1934-1995)
- Nathan Zach
- Hanoh Levin
- Dalia Ravikovich
- Yoram Kaniuk
- Amos Oz
- A.B. Yehoshua
- David Shahar
- Nathan Yonathan
- Avot Yeshurun
- Amir Ghilboa
- Dan Paghis(1930-1986)
- T.Carmi
- Naomi Shemer
- Itzhak Navon
- Ehud Manor
- Eli Mohar
- Amalia Cahana Carmon
- Aharon Appelfeld
- Iair Hurwitz (1941-1988
- Yaakov Shavtay (1934-1981)
- Yehoshua Kenaz
- Meir Shalev
- Yona Wollach
- Meir Wieseltier
- Yoel Hoffman
- Agi Mishol (1947)
- Sandu David
- Maya Bejarano
- Tzruya Shalev
- Yehudit Katzir
- Batya Gur
- David Grossman
- Etgar Keret
- Orly Castel - Bloom